# 큰햄섬
큰햄섬은 대부도에 딸린 안산시의 섬이다. 대부도에서 거북햄섬을 통과해 오는 불법 진입로가 있어 논란이 빚어지기도 했다.